# Stryj
Stryj (ukrainska: Стрий uttal (fil); ryska: Стрый) är en stad vid floden Stryj i Lviv oblast i västra Ukraina. Stryj, som är huvudort i distriktet med samma namn, hade 57 600 invånare 2007.
Under Polsk-ukrainska kriget var en brigad av Västukrainska folkrepublikens armé förlagd till staden.
Stryj, som tillhört Polen under mellankrigstiden, och Ukrainska SSR sedan 1939, ockuperades av tyska trupper i juli 1941. En stor del av den judiska befolkningen på omkring 12 000 personer
deporterades till förintelselägret i Bełżec och andra avrättades när det judiska gettot utplånades två år senare.